# Théodore Szkudlapski
Théodore Szkudlapski (* 17. November 1935 in Avion; † 7. April 2006 in Lens), häufig in Druckwerken nur als Théo bezeichnet, war ein französischer Fußballspieler. Er gehörte zu der großen Gruppe polnischstämmiger Immigranten der zweiten und dritten Generation, die bis Anfang der 1960er Jahre gut 10 % aller Profifußballer in Frankreichs höchster Spielklasse ausmachten.

## Vereinskarriere
Théodore Szkudlapski, mit dessen Nachnamen die Medien orthographische und französische Fußballanhänger wie Funktionäre Aussprache-Probleme hatten, entstammte einer der zahlreichen polnischen Familien im nordfranzösischen Kohlerevier zwischen Lens und Béthune. Auch er selbst arbeitete bereits als 15-Jähriger unter Tage und spielte schon seit dem Knabenalter in seiner Freizeit beim örtlichen „Kumpelverein“ CS Avion Fußball; dafür hatte er „manches Mal den in polnischer Sprache abgehaltenen Katechismus-Unterricht schwänzen müssen“. Schon mit siebzehneinhalb unterschrieb er beim benachbarten Racing Lens einen Profivertrag. Anfangs arbeitete er parallel noch in seiner Grube 6 in Avion, musste dort allerdings nicht mehr einfahren, sondern wurde in einer Werkstatt über Tage eingesetzt und bekam für jedes Training frei – der Vereinspräsident war zugleich ein leitender Angestellter der Bergbaugesellschaft und die Klubgeschäftsstelle befand sich in deren Verwaltungsgebäude. Dies hatte nicht nur für ihn Auswirkungen und auch nicht nur positive, wie Szkudlapski sich im Rückblick erinnerte:

„Die Tatsache, bei Lens zu sein, war ein Luxus. Du selbst hattest deine Ruhe und auch deine Eltern konnten es im Bergwerk ruhiger angehen lassen. [… Aber bei einem Streit über meinen Vertrag] erpresste Präsident Michaux mich mit den Worten, ich solle daran denken, dass mein Vater, Bruder und Schwager gleichfalls in der Mine arbeiteten.“

Bei Racing wuchs der linke Läufer bald in die Erstligamannschaft hinein und entwickelte sich an der Seite von Xercès Louis, Maryan Wisnieski, Michel Stievenard und anderen zum Spielgestalter der Elf, die insbesondere zwischen 1954/55 und 1956/57 jährlich um den Titel mitspielte, zweimal Vizemeister wurde (1956 hinter OGC Nizza, 1957 hinter AS Saint-Étienne) und im Landespokal der Saison 1957/58 im Halbfinale nur knapp am späteren Sieger Stade Reims scheiterte. Szkudlapski war dabei auch durchaus torgefährlich und erzielte in seinen insgesamt 85 Punktspielen für die Nordfranzosen 20 Treffer.
Zudem wurde er während seines Wehrdienstes auch in die Militärnationalmannschaft berufen. 1958 wechselte er – auch, um sich der in Lens besonders engmaschigen sozialen Kontrolle durch Nachbarn, Klubfans, Verein und Arbeitgeber zu entziehen – zum Ligakonkurrenten Stade Rennes UC. Die Bretonen beendeten die folgenden beiden Saisons lediglich auf Mittelfeldrängen, obwohl Szkudlapski dort seine Trefferquote sogar noch steigern konnte, und auch im Pokal schied seine Elf 1959 im Halbfinale aus.
Daraufhin holte ihn 1960 der frischgebackene Pokalsieger AS Monaco an die Mittelmeerküste, wo er seine Qualitäten zur vollen Entfaltung brachte. Zu ihnen zählte die Fähigkeit, „mit seinem ‚linken Zauberfuß‘ präzise Pässe über 40 Meter zu spielen, dabei durch Flankenwechsel eine gegnerische Abwehr auszuhebeln“; er war zwar „nicht der Schnellste“, verfügte aber über einen „sehr harten und genauen Schuss“ und war „in der Lage, vier Gegenspieler auf engstem Raum auszudribbeln“. Zudem besaß der „Ausnahmefußballer […] einen ausgeprägten Sinn für überraschende Tempowechsel“. Damit widerlegte er – wie insbesondere auch Raymond Kopaszewski – das zeitgenössisch in den Medien vorherrschende Klischee von den „Polen, die weder Schmerz noch Aufgeben kennen [und] alleine durch körperliche Robustheit hervorstechen“. Gleich in seinem ersten Jahr gewann er mit Monaco die Meisterschaft in der Division 1 und dazu die Coupe Charles Drago. 1962 konnten die Spieler von Trainer Lucien Leduc die Titel zwar nicht verteidigen, dafür gelang ihnen zwölf Monate später sogar der Doublé aus Ligameisterschaft und Landespokalsieg. Zudem stand er nach Saisonende in der Elf, die im Finale gegen CR Vasco da Gama den bereits damals legendären Trofeo Teresa Herrera gewann.
Auch bei den Monegassen sponn Théo Szkudlapski, gemeinsam mit Michel Hidalgo und Henri Biancheri, die Fäden im Spielaufbau, war Vorbereiter für die Offensivreihe Cossou–Djibrill–Douis–Carlier und erzielte selbst weiterhin regelmäßig Tore. Dies galt auch für Monacos Auftritte im Europapokal der Landesmeister, wenngleich diese lediglich aus je zwei Spielen gegen die Glasgow Rangers (1961/62), AEK Athen und Inter Mailand (beide 1963/64) bestanden. Fünf dieser Matches hat Szkudlapski bestritten und auch dabei zwei Treffer erzielt – beide per Foulelfmeter gegen Athen bzw. Mailand.
1964 wurde die AS Monaco Vizemeister; dann allerdings folgten drei Jahre, die die Mannschaft jeweils nur zwischen Rang 12 und Rang 14 beendete. 1967 gab der Verein Théo an den Zweitdivisionär SO Montpellier ab; er hatte alleine 215 Erstligaspiele für die Rot-Weißen bestritten und darin 34 Tore geschossen. Wann er von SO Montpellier weiter zu Stade Brest wechselte und wie lange er dort jeweils spielte – Montpellier ging 1969 in Konkurs, Brest stieg 1970 aus der dritten in die zweite Division auf –, ist derzeit nicht zu ermitteln. In den 1970er Jahren war er auch noch einmal bei der AS Monaco tätig und arbeitete im Jugendausbildungszentrum des Klubs. Anschließend kehrte Théo in seine Herkunftsregion zurück, betätigte sich lange als Platzwart in Avion und wohnte bis zu seinem Tod in Lens.

### Stationen
- Club Sportif Avionnais (bis 1953)
- Racing Club de Lens (1953–1958)
- Stade Rennais Université Club (1958–1960)
- Association Sportive de Monaco (1960–1967)
- Stade Olympique Montpelliérain (1967–?, in D2)
- Stade Brestois (?–?)

## In der Nationalelf
„Théo“ hatte bereits in jungen Jahren die französische Nachwuchsauswahl, die Amateurnationalmannschaft und die B-Elf durchlaufen; zudem war er mit der Militär-Nationalmannschaft bei der CISM-WM 1957 Weltmeister geworden und hatte dort im entscheidenden Spiel gegen Gastgeber Argentinien auch einen Treffer erzielt. Dennoch dauerte es bis zum April 1962, ehe er anlässlich eines Freundschaftsspiels gegen Polen für Frankreich A debütieren durfte; dabei wurde er auf Halblinks an der Seite von Raymond Kopa aufgestellt. Erst 17 Monate später kam er, diesmal als linker Läufer, zum zweiten Einsatz für die Bleus; dieses in Sofia mit 0:1 gegen Bulgarien verlorene Qualifikationsspiel zur Europameisterschaftsendrunde in Spanien war zugleich sein letztes A-Länderspiel.
Über diese „Nicht-Karriere“ urteilte der Journalist und Autor Denis Chaumier Anfang des 21. Jahrhunderts, Théodore Szkudlapski habe „mit seinen spielerischen Fähigkeiten und Lenkerqualitäten schlicht nicht in die Vorstellungswelt von Nationalmannschafts-Sélectionneur Georges Verriest“ gepasst – was für ihn „einer der schwerwiegendsten Irrtümer des französischen Fußballs“ ist.

## Palmarès
- Französischer Meister: 1961, 1963 (und Vizemeister 1956, 1957, 1964)
- Französischer Pokalsieger: 1963
- Gewinn der Coupe Drago: 1961
- Gewinn des Trofeo Teresa Herrera: 1963
- 2 A-Länderspiele, kein Tor
- 375 Spiele und 77 Treffer in der Division 1
- Militärweltmeister: 1957
- Aufnahme in das „All Time Dream Team“ der AS Monaco[19]